# Vengathur
Vengathur é uma vila no distrito de Thiruvallur, no estado indiano de Tamil Nadu.

## Demografia
Segundo o censo de 2001, Vengathur tinha uma população de 17,003 habitantes. Os indivíduos do sexo masculino constituem 51% da população e os do sexo feminino 49%. Vengathur tem uma taxa de literacia de 78%, superior à média nacional de 59.5%: a literacia no sexo masculino é de 84% e no sexo feminino é de 72%. Em Vengathur, 10% da população está abaixo dos 6 anos de idade.